# Charles Wesley
Charles Wesley, född 18 december 1707, död 29 mars 1788, engelsk pastor och psalmförfattare. Han medverkade till att grunda metodismen tillsammans med sin bror John Wesley (som räknas som den huvudsakliga grundaren) och George Whitefield. Han skilde sig från brodern i vissa frågor och motsatte sig starkt att metodisterna skulle bryta sig ur engelska kyrkan. 
Svenska metodistkyrkan utgav 1892 Metodist-Episkopal-Kyrkans psalmbok 1892 på eget förlag. Psalmboken utgavs bearbetad 1920 och 1951. I 1951 års upplaga finns 31 texter av Charles Wesley.I Svenska Missionsförbundets sångbok från 1920 finns fyra av hans psalmer och en som han bearbetat. Han finns också representerad i dess efterföljare Psalmer och Sånger 1987 och med fyra psalmer i Den svenska psalmboken 1986 (nr 44, 86, 123 och 290) samt med 8 psalmer i Frälsningsarméns sångbok 1990 utöver de 4 nämnda psalmerna i 1986 års psalmbok. Han är också representerad i den danska Psalmebog for Kirke og Hjem.

## Psalmer
- Bed oupphörligt, bed (Nr 354 i Metodistkyrkans psalmbok 1896, nr 167 i Metodistkyrkans psalmbok 1951)
- Dig, o Jesus, bedje vi (Nr 379 i Metodistkyrkans psalmbok 1896)
- Din kärlek som besegrar allt (Nr 262 i Metodistkyrkans psalmbok 1951)
- Ditt namn, o Jesus, upphöjt är (Nr 480 i Frälsningsarméns sångbok (1990)) skriven 1749. Finns på Wikisource.
- Djup av nåd, o är det så (Nr 236 i Metodistkyrkans psalmbok 1896)
- Du kristne vän, välkommen var (Nr 387 i Metodistkyrkans psalmbok 1896)
- Du obekante vandringsman (Nr 254 i Metodistkyrkans psalmbok 1951)
- En skymt av himlens härlighet (Nr. 431 i Psalmer och Sånger 1987)
- Fader, Son och helge And' (Nr 286 i Metodistkyrkans psalmbok 1896)
- Från sin ljusa himlaboning (Nr 637 i Metodistkyrkans psalmbok 1951)
- För evigt trygg jag nu vill bo (Nr 274 i Metodistkyrkans psalmbok 1896, nr 577 Metodistkyrkans psalmbok 1951)
- Giv mig den tro, som himlen ser/Ge mig den tro som himlen ser (Nr 255 i Metodistkyrkans psalmbok 1951, nr 558 i Svenska Missionsförbundets sångbok (1920) och nr. 460 i Psalmer och Sånger 1987)
- Giv mig, o Gud, ett hjärta rent (Nr. 400 i Frälsningsarméns sångbok (1990) och nr. 675 i Psalmer och Sånger 1987)
- Gudakärlek utan like (Nr 263 i Metodistkyrkans psalmbok 1951, nr 387 i Svenska Missionsförbundets Sångbok 1920 samt nr 461 i Psalmer och Sånger 1987)
- Haf tack, o Gud, att vi få samlas än en gång (Nr 25 i Metodistkyrkans psalmbok 1896, nr 176 i Metodistkyrkans psalmbok 1951)
- Herre, din dag var också lik (Nr 290 i Den svenska psalmboken 1986, skriven 1739 och översatt från engelska av Arne Widegård 1979)
- Hur skall jag prisa dig, min Gud (Nr. 334 i Psalmer och sånger 1987)
- Hälsa med jubel det budskap oss hunnit (Nr. 736 i Frälsningsarméns sångbok 1990)
- Jag har ett heligt värv (Nr 353 i Metodistkyrkans psalmbok 1951, nr 468 i Psalmer och Sånger 1987)Finns på Wikisource..
- Jerusalem, mitt sälla hem (Nr 490 i Metodistkyrkans psalmbok 1896, nr 647 i Metodistkyrkans psalmbok 1951)
- Jesus, du min själatröst (Nr 365 i Svenska Missionsförbundets Sångbok 1920, översättning från engelska av Johan Erik Nyström)
- Jesus, du som älskar mig (Nr 238 i Metodistkyrkans psalmbok 1896, nr 457 i Metodistkyrkans psalmbok 1951, nr 462 i Frälsningsarméns sångbok 1990 och nr. 377 i Psalmer och sånger 1987) Finns på Wikisource.
- Jesus låt din frälsarblick (Nr 458 i Metodistkyrkans psalmbok 1951)
- Kan väl din förlossare (Nr 218 i Metodistkyrkans psalmbok 1896)
- Kom helge And, i själen in (Nr 122 i Metodistkyrkans psalmbok 1951)
- Kom, Helge And' vår själ uppfyll (i Metodistkyrkans psalmbok 1896)
- Kom, låt oss nyttja denna stund (Nr 437 i Metodistkyrkans psalmbok 1896)
- Kom, låt oss skynda fort till dem (623 i Metodistkyrkans psalmbok 1951, nr 721 i Psalmer och Sånger 1987)
- Kom, syndare, till nådens fest (Nr 201 i Metodistkyrkans psalmbok 1896, nr 421 i Metodistkyrkans psalmbok 1951)
- Lyft edre hjertan upp till Gud (Nr 388 i Metodistkyrkans psalmbok 1896)
- Lyss till änglasångens ord (1986 nr 123 i översättning av bland andra Eva Norberg och bearbetning av Britt G Hallqvist) skriven 1743
- Mig välsigna, Jesus Krist (Nr 270 i Metodistkyrkans psalmbok 1896, nr 276 i Metodistkyrkans psalmbok 1951 och nr 684 i Psalmer och sånger 1987)
- Min Gud, det är saligt (Nr. 508 i Frälsningsarméns sångbok 1990) skriven 1749
- Min själ, hav tröst och mod (Nr 463 i Metodistkyrkans psalmbok 1951)
- Mitt öga jag nu lyfter (Nr 93 i Metodistkyrkans psalmbok 1896, nr 232 i Metodistkyrkans psalmbok 1951)
- Människa, hvi vill du dö (Nr 217 i Metodistkyrkans psalmbok 1896)
- O djup av nåd, säg är det så (Nr 452 i Metodistkyrkans psalmbok 1951)
- O giv mig tusen tungors ljud (Nr 1 i Metodistkyrkans psalmbok 1951, Den svenska psalmboken 1986 nr 44 i översättning från engelska av Arne Widegård) skriven 1739. Finns på Wikisource.
- O gode Fader, stor i nåd
- O Gud, som helig är och ren (Nr 115 i Metodistkyrkans psalmbok 1896)
- O Gud, till dig min själ ser opp (Nr 766 i Frälsningsarméns sångbok 1990)
- O gudakärlek underbar (Nr 125 i Metodistkyrkans psalmbok 1896)
- O Guds kärlek, dina höjder (Nr 86 i Den svenska psalmboken 1986, i översättning från engelska av Anders Frostenson)
- O Herre, låt ditt namn i dag (Nr 474 i Psalmer och sånger 1987)
- O Herre, mig din nåd beskär (Nr 249 i Metodistkyrkans psalmbok 1896, nr 268 i Metodistkyrkans psalmbok 1951)
- O hur lycklig är den som har Jesus till vän (Nr. 633 i Frälsningsarméns sångbok 1990). Finns på Wikisource.
- O, låt basunens ljud (Nr 438 i Metodistkyrkans psalmbok 1951, nr 205 i Svenska Missionsförbundets Sångbok 1920)
- O hur salig den är (Nr 485 i Metodistkyrkans psalmbok 1951)
- O tala Gud så uppenbart (Nr 237 i Metodistkyrkans psalmbok 1951)
- O ägde jag ett hjärta rent (Nr 561 i Metodistkyrkans psalmbok 1951)
- Pris vare Gud, det finns en ro (Nr 273 i Metodistkyrkans psalmbok 1896)
- Ransaka oss, o Gud och se (Nr 381 i Metodistkyrkans psalmbok 1896)
- Rättfärdighetens sol gått opp (Nr 153 i Metodistkyrkans psalmbok 1896)
- Se, han kommer uti höjden (Nr 469 i Metodistkyrkans psalmbok 1896, med inledningen Se, han kommer uti molnen, nr 729 i Svenska Missionsförbundets Sångbok 1920. Originaltexten på engelska bearbetad av John Cennick. Översättning från engelska av Johan Erik Nyström))
- Se, Jesus, din trogna här (Nr 19 i Metodistkyrkans psalmbok 1896)
- Se, Kristus från sin grav upstått (Nr 152 i Metodistkyrkans psalmbok 1896)
- Skall jg till domen bliva bragt (Nr 471 i Metodistkyrkans psalmbok 1896)
- Stå upp, Jerusalem, stå upp (Nr 378 i Metodistkyrkans psalmbok 1896)
- Till den lugna hamn, ditt bröst (Nr 296 i Metodistkyrkans psalmbok 1896)
- Upp alla ni som känt Guds nåd (Nr 438 i Metodistkyrkans psalmbok 1896)
- Vak upp, du Herrens arm, vak upp (Nr 375 i Metodistkyrkans psalmbok 1896)
- Vak upp, min själ, gå fram (Nr 242 i Metodistkyrkans psalmbok 1896)
- Vad säger ropet (Nr 316 i Metodistkyrkans psalmbok 1896)
- Vad är vår kallelse, vårt hopp (Nr 271 i Metodistkyrkans psalmbok 1896, nr 571 i Metodistkyrkans psalmbok 1951 och nr 690 i Psalmer och Sånger 1987)
- Var skall min själ få rätta ord (Nr 440 i Metodistkyrkans psalmbok 1951, nr 614 i Psalmer och Sånger 1987)
- Vart hastar ditt liv (Nr 448 i Metodistkyrkans psalmbok 1951)
- Vik fjärran all fruktan och sorg (Nr 477 i Metodistkyrkans psalmbok 1896)
- Vänd ditt ansikte till mig (Med 2 olika melodier: Nr. 477a & 477b i Frälsningsarméns sångbok 1990) skriven 1730
- Är det väl möjligt att jag har (Nr 243 i Metodistkyrkans psalmbok 1896)